# ギンカガミ
ギンカガミ (学名：Mene maculata)は、スズキ目ギンカガミ科ギンカガミ属に分類される魚類の1種。ギンカガミ科 Menidae とギンカガミ属 Mene の唯一の現存種(単型)。

## 形態
体長は最大30cm。体は強く側扁した円形で、体表には鱗を持たない。背面は濃い青色で、側面は光沢のある銀色。側線付近に3 - 4列の暗い灰色の斑点が並ぶ。背鰭は3 - 4棘と40 - 45軟条から、臀鰭は30 - 33軟条から成る。腹縁は鋭く、前下方に張り出す。腹鰭が非常に長い。

## 生態
インド洋から西太平洋の暖海域に分布。日本では茨城県から九州南岸の太平洋側、九州西岸でみられる。沿岸部のサンゴ礁付近から深場の中層に生息する。汽水域にも進出する。群れを作り、小型の無脊椎動物を捕食している。

## 人間との関係
日本では稀に市場に入荷する程度だが、重要な食用魚としている地域もある。